# سیب‌زمینی ترشی

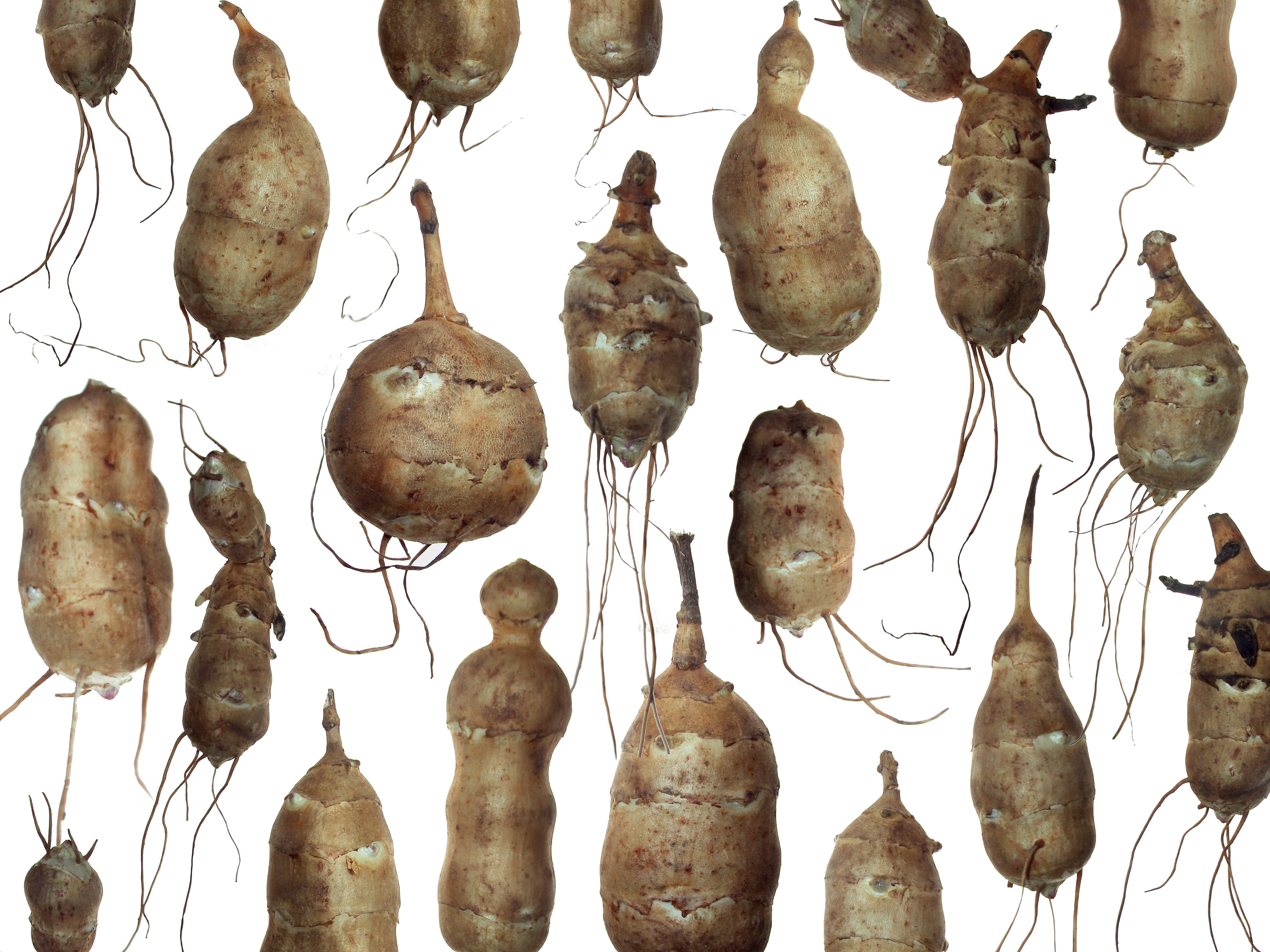
سیب‌زمینی ترشی

سیب‌زمینی ترشی، شلغم شیرازی یا یرالماسی (به انگلیسی: Jerusalem artichoke، کنگر اورشلیم)، (نام علمی: heliantus tuberosus)، گیاهی علفی است که در زبان کُردی، گۆێزرکه‌، در گویش ترکی زنجانی، موُرچالیق، در گویش مازندرانی، یار مستی و در گویش گرگانی، یارم مسی نام دارد. این گیاه، دارای ساقه‌ای به ارتفاع ۱٫۵ تا ۳ متر است. ساقهٔ این گیاه راست و خشن می‌باشد و برگ‌های آن عموماً ساده، منفرد، نوک تیز و دارای کناره‌های دندانه‌دار است.

## ترکیبات شیمیایی
غدهٔ سیب‌زمینی ترش دارای ۱ تا ۱٫۵ درصد اینولین و ۳ تا ۵ درصد قندهای مختلف و ۲ درصد مواد ازته است.

## خواص درمانی
به صورت جوشانده مصرف شده و همچنین خام آن پس از قرار دادن در سرکه یا سالاد استفاده می‌شود. سیب‌زمینی ترش غذای مناسبی برای مبتلایان به بیماری قند «دیابت» می‌باشد.

## محل رویش
منشأ اصلی آن در آمریکای شمالی بوده و اکنون در ایران هم پرورش می‌یابد.

## نگارخانه

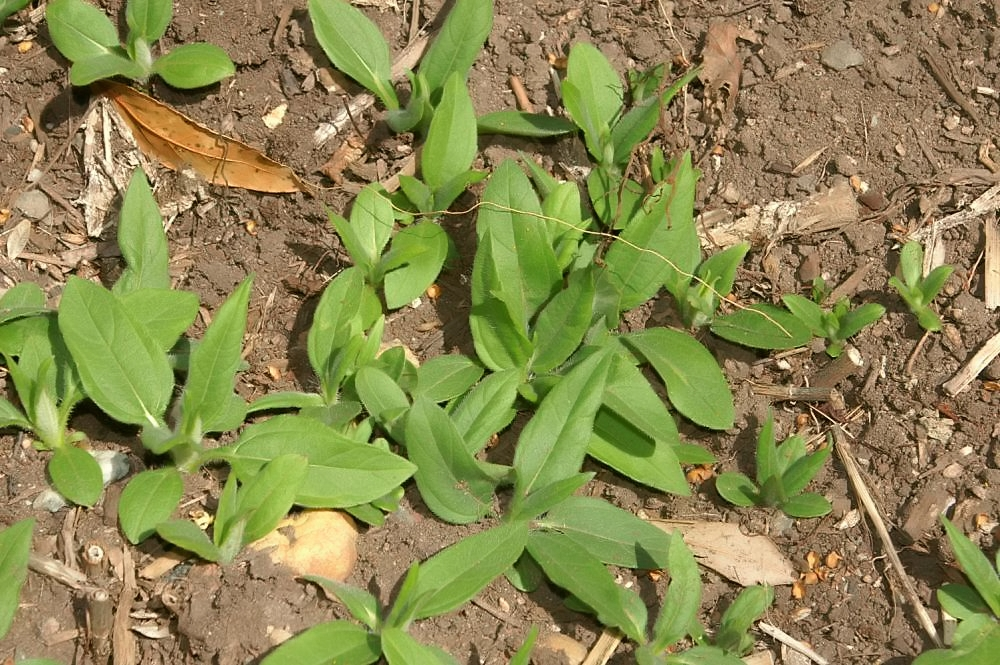
برگ گیاه سیب‌زمینی ترش
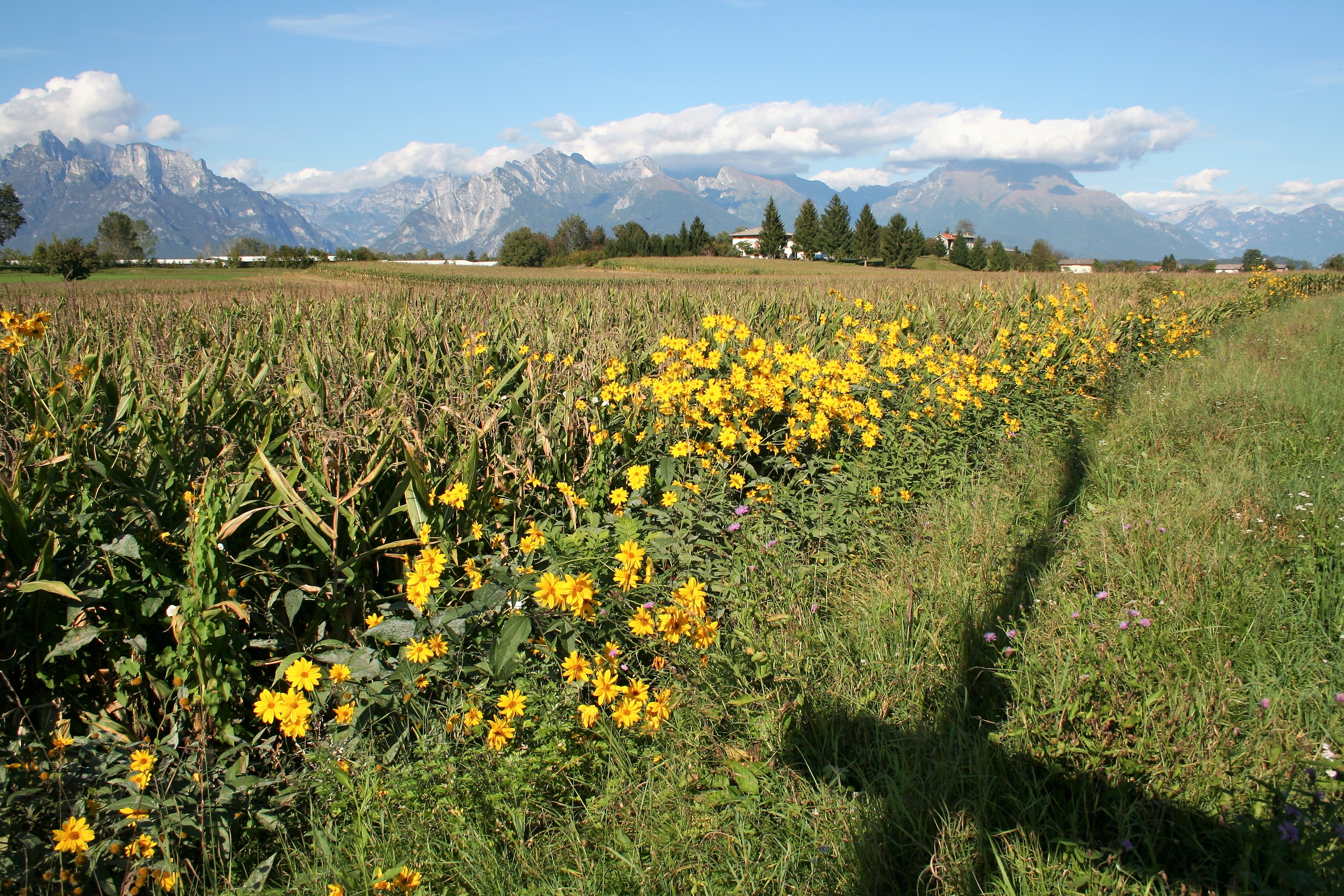
مزرعه  سیب‌زمینی ترش